# Gary Hug
| 15992 Cynthia         | 18 dicembre 1998  |
| 18055 Fernhildebrandt | 11 ottobre 1999   |
| 23989 Farpoint        | 3 settembre 1999  |
| 24265 Banthonytwarog  | 13 dicembre 1999  |
| 24305 Darrellparnell  | 26 dicembre 1999  |
| 24308 Cowenco         | 29 dicembre 1999  |
| 25594 Kessler         | 29 dicembre 1999  |
| 31664 Randiiwessen    | 8 maggio 1999     |
| 33747 Clingan         | 14 agosto 1999    |
| 50768 Ianwessen       | 27 marzo 2000     |
| 51569 Garywessen      | 18 aprile 2001    |
| 53316 Michielford     | 9 maggio 1999     |
| 54439 Topeka          | 29 giugno 2000    |
| 56678 Alicewessen     | 3 giugno 2000     |
| 57471 Mariemarsina    | 22 settembre 2001 |
| 62666 Rainawessen     | 1º ottobre 2000   |
| 72545 Robbiiwessen    | 3 marzo 2001      |

Gary Hug (...) è un astronomo statunitense.
Hug lavora all'osservatorio Farpoint di Eskridge nel Kansas e gestisce l'osservatorio Sandlot. Il Minor Planet Center gli accredita la scoperta di 209 asteroidi, effettuate tra il 1998 e il 2010, di cui parte in collaborazione con Graham E. Bell e D. Tibbets. Ha inoltre coscoperto con Graham Bell la cometa 178P/Hug-Bell. Nel 2000 ha ricevuto il Edgar Wilson Award .